# (474076) 2016 JN32
(474076) 2016 JN32 es un asteroide perteneciente al cinturón de asteroides, descubierto el 25 de octubre de 2005 por el equipo del Spacewatch desde el Observatorio Nacional de Kitt Peak, Arizona, Estados Unidos.

## Designación y nombre
Designado provisionalmente como 2016 JN32.

## Características orbitales
2016 JN32 está situado a una distancia media del Sol de 2,580 ua, pudiendo alejarse hasta 3,077 ua y acercarse hasta 2,083 ua. Su excentricidad es 0,192 y la inclinación orbital 5,023 grados. Emplea 1514 días en completar una órbita alrededor del Sol.

## Características físicas
La magnitud absoluta de 2016 JN32 es 17,311.